# Helme (rivière)
Pour les articles homonymes, voir Helme.
La rivière Helme est un cours d’eau du land de Thuringe en Allemagne et un affluent de l’Unstrut, donc un sous-affluent de l'Elbe par la Saale.

## Géographie
Sa longueur est de 65 kilomètres.
La Helme prend sa source dans l’arrondissement d’Eichsfeld.
Après avoir traversé le Thuringe, l’Helme entre dans le land de Saxe-Anhalt.
La Helme se jette dans la rivière Unstrut près de la ville de Artern.